# Scy-Chazelles
Scy-Chazelles è un comune francese di 2 813 abitanti situato nel dipartimento della Mosella nella regione del Grand Est. Vi è situata l'abitazione di Robert Schuman, dal 2009 adibita a museo.

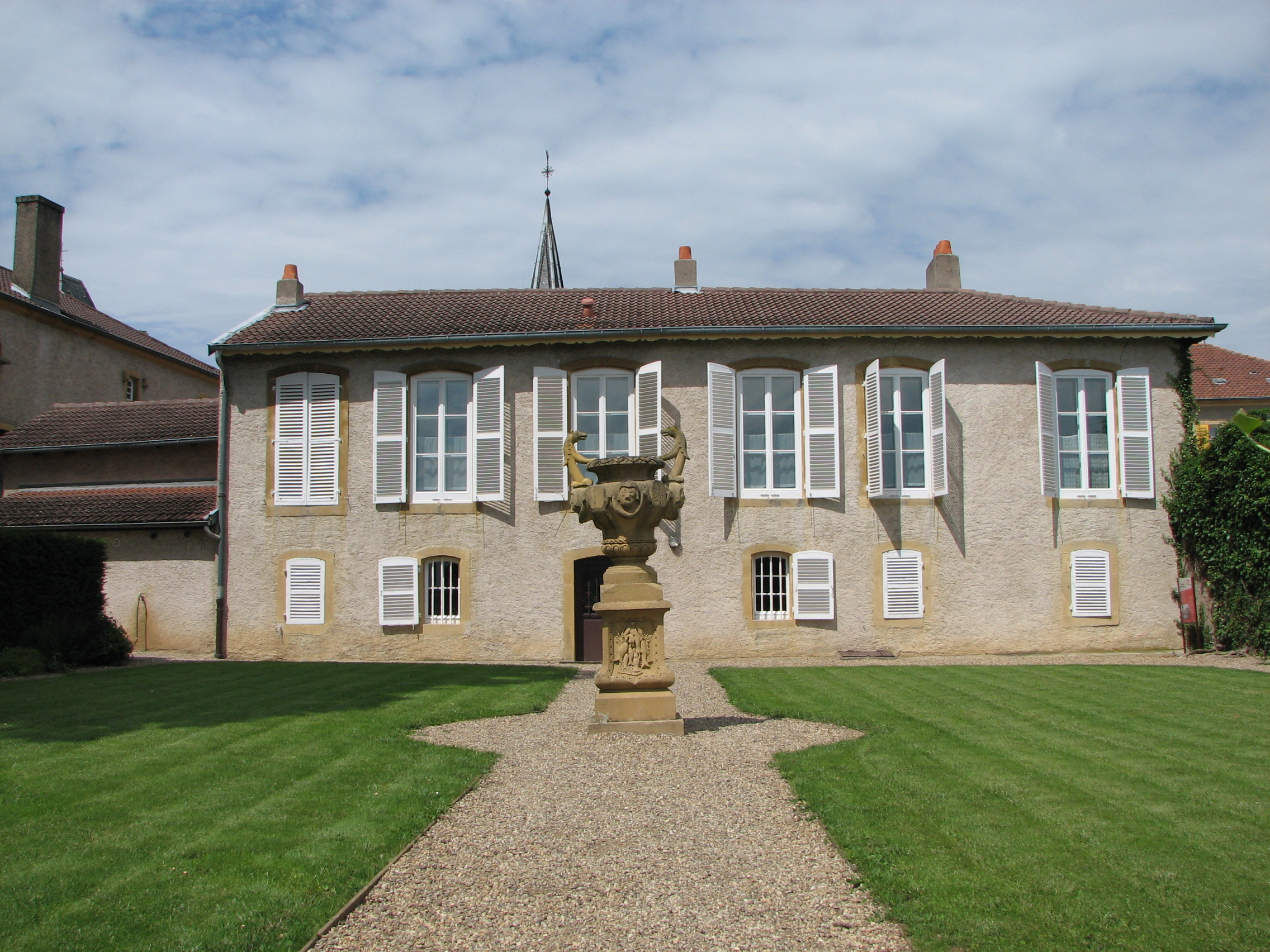
Casa di Robert Schuman

## Società

### Evoluzione demografica
Abitanti censiti